# Saraburi (tỉnh)
Saraburi (tiếng Thái: สระบุรี, đọc là Xa-la-bu-li) là một tỉnh miền Trung của Thái Lan. Tỉnh này giáp các tỉnh sau (từ phía bắc theo chiều kim đồng hồ): Lopburi, Nakhon Ratchasima, Nakhon Nayok, Pathum Thani và Ayutthaya.

## Địa lý
Saraburi nằm ở phía Đông của thung lũng sông Chao Phraya. Phía Đông của tỉnh là cao nguyên và các đồng bằng trung du, phía Tây là đồng bằng. Tỉnh có 2 vườn quốc gia là Namtok Chet Sao Noi bảo vệ 28 km² xung quanh một thác nước đẹp và Phra Phutthachai bảo vệ rừng Khao Sam Lan, với những cảnh quan đồi và là nơi bắt nguồn của những con sông và thác nước. Điểm cao nhất là Khao Khrok, cao 329 m so với mực nước biển. Khu vực  44,57 km² được tuyên bố là vườn quốc gia năm 1981.
Tọa độ: 14°32′B 101°0′Đ / 14,533°B 101°Đ

## Người Hmong tị nạn
Tỉnh này có chùa Wat Tham Krabok là nơi tị nạn của người Hmông nổi tiếng. Ngôi chùa này cũng là nơi cai nghiện và bị cho là nguồn buôn bán thuốc phiện và heroin quốc tế.

## Các đơn vị hành chính
Tỉnh này được chia ra 13 huyện (amphoe), 111 xã (tambon) và 965 thôn (làng, ấp, bản, buôn, sóc, mường) (muban).
| 1. Mueang Saraburi 2. Kaeng Khoi 3. Nong Khae 4. Wihan Daeng 5. Nong Saeng 6. Ban Mo 7. Don Phut | 1. Nong Don 2. Phra Phutthabat 3. Sao Hai 4. Muak Lek 5. Wang Muang 6. Chaloem Phra Kiat |

## Người nổi tiếng
- Mick Tongraya - Diễn viên
- Thanapat Kawila - Diễn viên
- Chiranan Manochaem - Diễn viên
- First Chalongrat Novsamrong - Diễn viên

[ Build Jakapan Puttha ] - diễn viên.